# Mesonyx
Mesonyx es un género extinto de la familia Mesonychidae, la familia tipo del orden Mesonychia (a veces conocido por su antiguo nombre, "Acreodi"), existiendo entre 51,8-51,7 millones de años.
Mesonyx medía cerca de 1.5 metros de largo sin incluir la cola, y se estima que llegaba a pesar entre 22,7 a 34 kilogramos. Era un rápido depredador que habitó en el Hemisferio norte durante el Eoceno, y probablemente cazaba mamíferos ungulados herbívoros, moviéndose ágilmente sobre sus dedos. Sin embargo, en vez de tener garras, los dedos de Mesonyx' finalizaban en pequeñas pezuñas. Su largo cráneo tenía una cresta sagital relativamente grande sobre el neurocráneo para sujetar grandes músculos mandibulares y darle así una poderosa mordida.

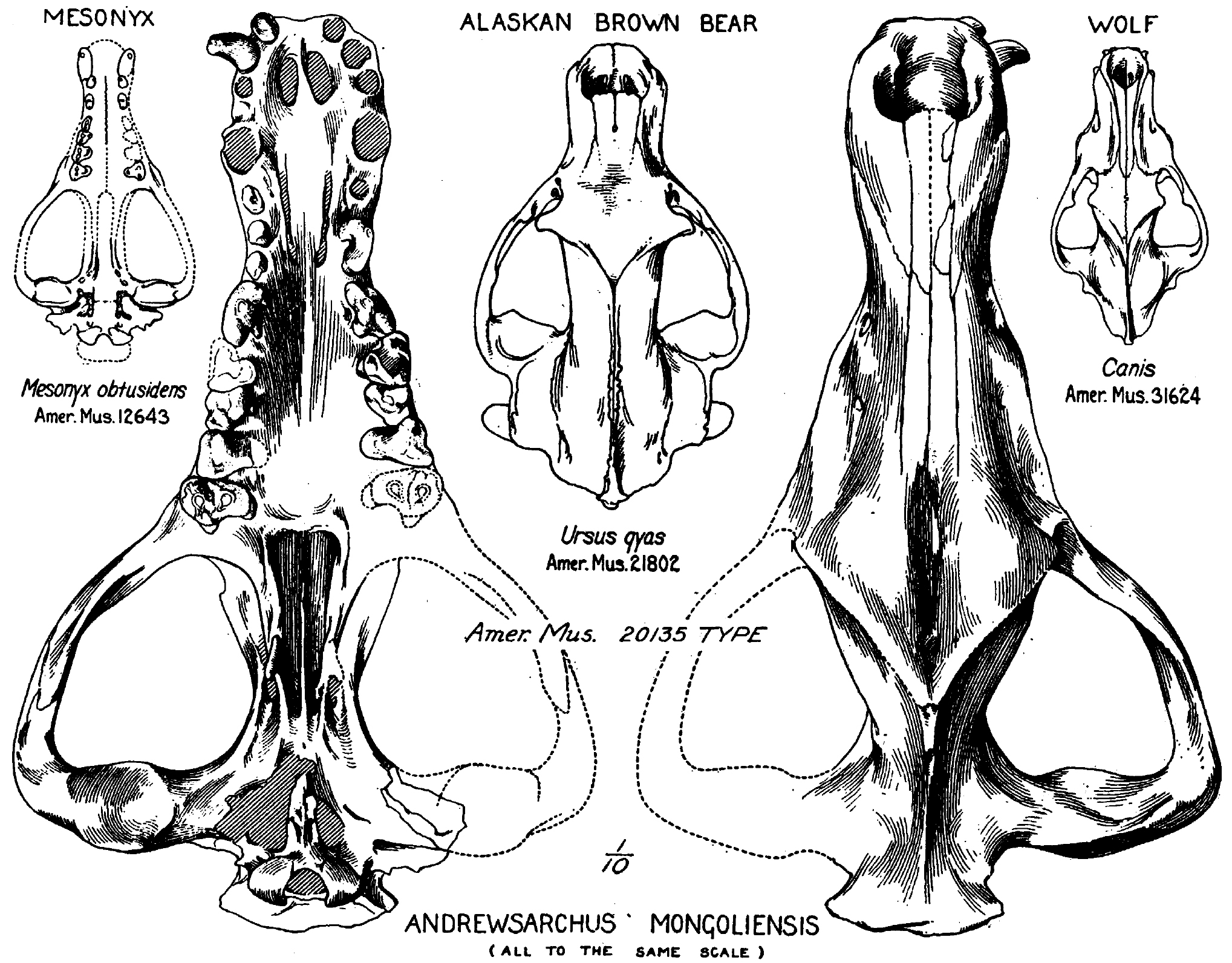
El cráneo de Mesonyx (izquierdo), comparado con otros cráneos de carnívoros

Se han desenterrado especímenes de Mesonyx en Colorado, Wyoming y Utah en Estados Unidos y en China. Mesonyx uintensis del Eoceno superior de Wyoming posee un cráneo descrito con una longitud craneal total de 429 milímetros y una longitud facial de 206 mm. Otro espécimen de Mesonyx uintensis es conocido del Eoceno superior del norte de Utah. Dos especies adicionales – Mesonyx uqbulakensis y M. nuhetingensis – han sido descritas de principios del Eoceno en la Formación Arshanto en China.